# Monfaucon (Dordogne)
Monfaucon – miejscowość i gmina we Francji, w regionie Nowa Akwitania, w departamencie Dordogne.
Według danych na rok 1990 gminę zamieszkiwały 233 osoby, a gęstość zaludnienia wynosiła 9 osób/km² (wśród 2290 gmin Akwitanii Monfaucon plasuje się na 944. miejscu pod względem liczby ludności, natomiast pod względem powierzchni na miejscu 353.).